# Bror Hallberg
Bror Leopold Hjalmar Hallberg, född 24 november 1858 i Göteborg, död 4 november 1938 i Markim, var en svensk skådespelare.
Hallberg debuterade 1926 i John W. Brunius Fänrik Ståls sägner-del I och kom sammanlagt att medverka i tre filmer åren 1926–1927.

## Filmografi
- 1926 – Fänrik Ståls sägner-del II
- 1927 – Hin och smålänningen
- 1927 – Drottningen av Pellagonien

## Teater

### Roller
| År   | Roll                  | Produktion                                           | Regi         | Teater         |
| ---- | --------------------- | ---------------------------------------------------- | ------------ | -------------- |
| 1923 | En chaufför           | Din nästas fästmö Adelaide Matthews och Anne Nichols | Ernst Eklund | Blancheteatern |
| 1923 | Anders Persson Froman | Sten Stensson Stéen från Eslöf John Wigforss         | Elis Ellis   | Blancheteatern |
| 1929 | En brevbärare         | Vid 37de gatan Elmer Rice                            | Svend Gade   | Oscarsteatern  |